# Crin Antonescu
George Crin Laurențiu Antonescu (Tulcea, 21 settembre 1959) è un politico rumeno, Presidente della Romania ad interim dal 10 luglio al 27 agosto 2012, Presidente del Partito Nazionale Liberale dal 2009 al 2014 e presidente del Senato rumeno tra il 2012 e il 2014.
Formatosi come docente di storia, è entrato in politica nel 1990 come membro del Partito Nazionale Liberale, di cui è stato a più riprese capogruppo alla camera dei deputati (1996-1997, 2002-2004 e 2005-2008), vicepresidente in due frangenti (1995-2002 e 2007-2009) e presidente (2009-2014).
Si è candidato alla presidenza della Romania nel 2009, giungendo al terzo posto.
Ministro dello sport (1997-2000), deputato in quattro legislature (1992-2008) e senatore in due (2008-2016), tra il 2012 e il 2014 è stato presidente del Senato rumeno. In tale veste tra il luglio e l'agosto 2012 ha rivestito ad interim la funzione di presidente della Romania, in conseguenza della sospensione dall'incarico del titolare Traian Băsescu.
Nel 2025 è stato nuovamente proposto per la candidatura alla presidenza della Romania, come rappresentante di una coalizione composta da PNL, PSD e UDMR.

## Biografia

### Formazione e carriera professionale
Ha studiato presso la facoltà di Storia e Filosofia dell'Università di Bucarest. Nel 1978 ha vinto le olimpiadi nazionali di storia e si è laureato nel 1985 con una tesi sulla concezione politica di Dante Alighieri.
Ha poi iniziato la carriera da professore presso le scuole dei villaggi di Știoborăni e Niculițel. Nel 1989 è diventato curatore del museo del Delta del Danubio di Tulcea e l'anno successivo è tornato ad insegnare, venendo assunto dal liceo "Spiru Haret" di Tulcea, dove ha lavorato fino al 1992.

### Carriera politica

#### Primi anni
Dopo la rivoluzione romena del 1989 ha aderito al Partito Nazionale Liberale (PNL), contribuendo alla fondazione della filiale di Tulcea.
Nel 1990 si è candidato alle elezioni parlamentari, ma con il 4,7% delle preferenze non è stato eletto. Contrario all'uscita del PNL dalla Convezione Democratica Romena (CDR), nel 1992 ha seguito Stelian Tănase nel Partito Alleanza Civica (PAC), che faceva parte della suddetta coalizione. È quindi stato eletto deputato nelle liste della CDR in occasione delle elezioni del 1992 e ha partecipato alla commissione sull'istruzione.
Nel luglio 1993 si è iscritto al Partito Liberale 93 (PL93) insieme a Tănase. In seguito alla scelta del PL93 di ritirarsi dalla CDR, nel marzo 1995 è stato tra gli scissionisti, riuniti nel cosiddetto "gruppo politico liberale", che hanno preso la decisione di iscriversi al Partito Nazionale Liberale. Il 13 maggio 1995 è stato nominato vicepresidente del PNL.
Nel 1996 è stato rieletto deputato ed è stato capogruppo del PNL alla camera dal novembre 1996 al settembre 1997, oltre che membro della commissione sulla politica estera. Il congresso del partito del 16-17 maggio 1997 lo ha confermato vicepresidente.

#### Ministro della gioventù e dello sport
In seguito ad un rimpasto del governo Ciorbea, nel dicembre 1997 è diventato ministro della gioventù e dello sport. Ha mantenuto l'incarico anche nei successivi governi Vasile e Isărescu. Da ministro ha promosso l'istituzione di una rendita vitalizia per gli atleti con risultati olimpici significativi, la nuova legge sull'educazione fisica e il trasferimento della gestione della Sala Polivalentă di Bucarest al suo dicastero.
Nel febbraio 2000 è stato nominato portavoce del PNL.
Dopo le elezioni del 2000 è diventato membro della commissione sull'istruzione della camera dei deputati.
Al congresso del 17-18 febbraio 2001 si è candidato alla presidenza del partito, ma con 179 voti si è classificato terzo alle spalle di Valeriu Stoica (509) e Călin Popescu Tăriceanu (248). Il congresso lo ha comunque rieletto tra i cinque vicepresidenti. Si è erto tra i critici della presidenza Stoica e al congresso del 19 gennaio 2002 è stato uno dei sette delegati a votare contro la fusione con Alleanza per la Romania incoraggiata dal leader del PNL.
Al congresso del 24-25 agosto 2002 che ha nominato Theodor Stolojan presidente, Antonescu ha perso il ruolo di vicepresidente, ma nel mese di settembre è stato nominato capogruppo del PNL alla camera fino al termine della legislatura nel 2004. Nella seguente legislatura 2004-2008 è stato membro della commissione per la politica estera e di quella sulla cultura.

#### Presidente del Partito Nazionale Liberale
Al successivo convegno del partito del 4-5 febbraio 2005 ha condannato il sistema di voto di lista che permetteva al nuovo presidente Tăriceanu di scegliere parte dei membri dell'ufficio nazionale. Nei mesi seguenti Antonescu ha rivolto un appello al presidente del PNL perché convocasse un nuovo congresso al fine di placare i malumori interni emersi contro Tăriceanu a metà 2005, con l'obiettivo di legittimare la posizione della dirigenza, e si è opposto alla fusione con il Partito Democratico proposta da una parte dei militanti. Nel settembre 2005 è tornato a capo del gruppo PNL alla camera dei deputati e nel corso del congresso del 12 e 13 gennaio 2007 è stato rieletto vicepresidente del partito, funzione che che non rivestiva da cinque anni.
Nel 2007 ha partecipato anche alla commissione d'inchiesta per la messa in stato d'accusa del presidente della Romania Traian Băsescu.
Alle elezioni parlamentari del 2008 si è candidato al Senato. Ha ricevuto il 29,8% delle preferenze della sua circoscrizione ed è arrivato secondo. È risultato comunque eletto in seguito alla ripartizione dei seggi stabilita dalla legge elettorale. Nel corso della legislatura è stato membro della commissione per la politica estera e vicepresidente del senato (da dicembre 2008 a settembre 2009).
Quattro mesi dopo le elezioni, il 20 marzo 2009, è stato eletto nuovo leader del PNL, superando il presidente uscente Tăriceanu per 873 voti a 546.
Dopo la sfiducia al governo Boc I nell'ottobre 2009, è stato tra i promotori della formazione di un nuovo esecutivo con a capo Klaus Iohannis, che godeva del sostegno di tutti i partiti d'opposizione. Il presidente della Romania Traian Băsescu tuttavia ha rifiutato la nomina.

#### Elezioni presidenziali del 2009

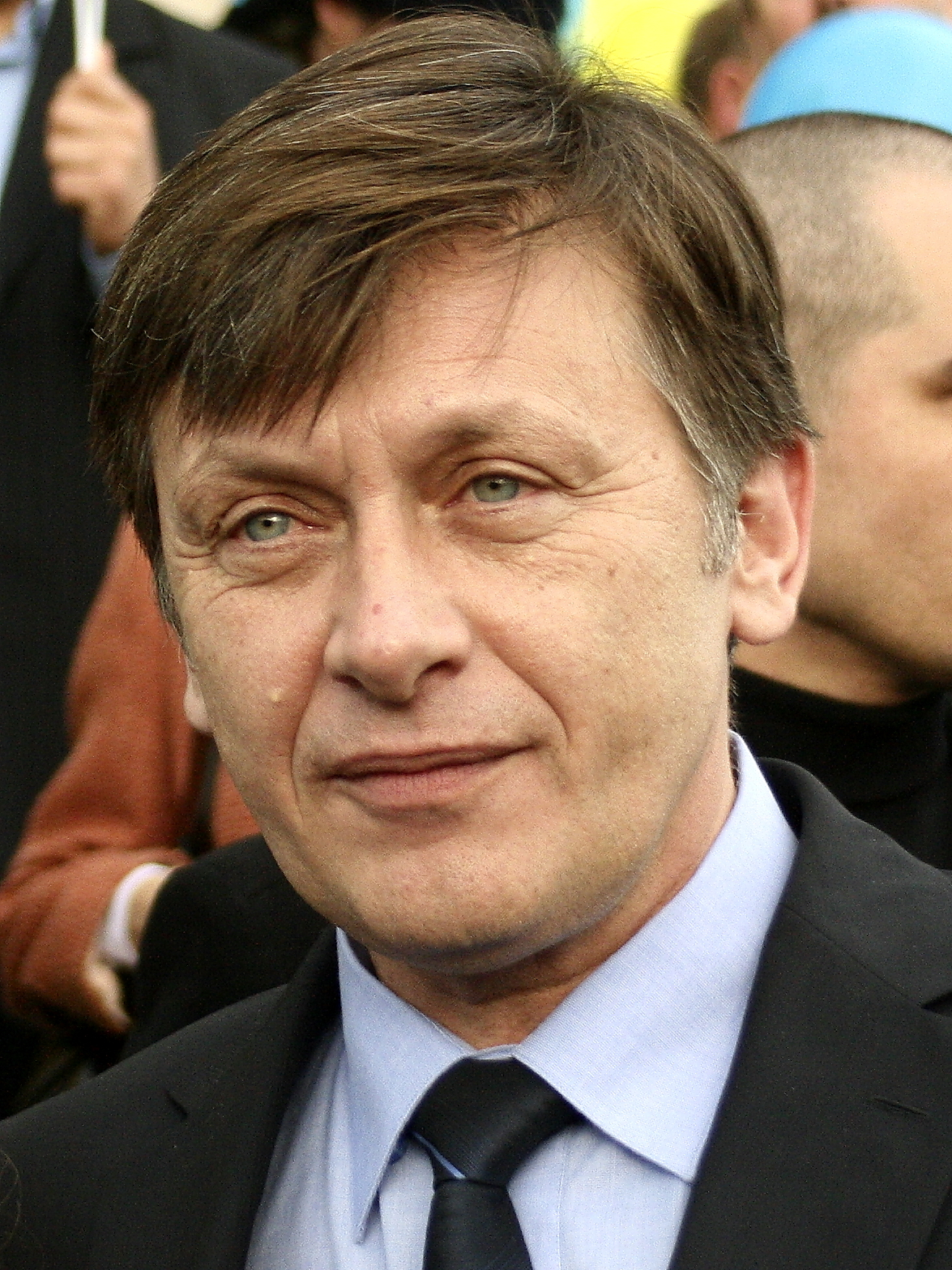
Crin Antonescu nel 2009.

Nel 2009 si è candidato alla funzione di presidente della Romania. Ha presentato un programma chiamato «È in nostro potere rovesciare il loro potere» («Stă in puterea noastră să schimbăm puterea lor»), che si concentrava sul ruolo del presidente nella società. Tra le proposte concrete figuravano la riduzione della flat tax sui redditi al 10% e dell'IVA al 15%, lo snellimento della squadra di governo a dodici ministeri, la diminuzione dei contributi sociali per i lavoratori dipendenti, l'adozione dell'euro e misure per la liberalizzazione dei mercati finanziari.
Il messaggio che il presidente del PNL voleva trasmettere era quello della responsabilità morale. Antonescu si presentava all'elettorato come un candidato equilibrato e sottolineava di essere uno dei pochi uomini politici a non aver avuto scandali pubblici nel passato. L'obiettivo era quello di posizionarsi come elemento di cambiamento nella percezione del ruolo di presidente della Romania.
Al primo turno delle elezioni presidenziali del 22 novembre 2009, Antonescu ha conseguito il 20% delle preferenze, giungendo terzo dietro ai rappresentanti di PDL (Traian Băsescu) e PSD (Mircea Geoană), che si sono qualificati per il ballottaggio. Nei giorni successivi al voto, Antonescu ha siglato un accordo con il Partito Social democratico che avrebbe garantito al PNL la nomina del primo ministro nel caso di una vittoria di Mircea Geoană alle presidenziali. Nonostante il sostegno di più partiti al candidato del PSD, Băsescu è riuscito a vincere il confronto al ballottaggio, mentre il PNL è rimasto all'opposizione.

#### Fondazione dell'Unione Social-Liberale

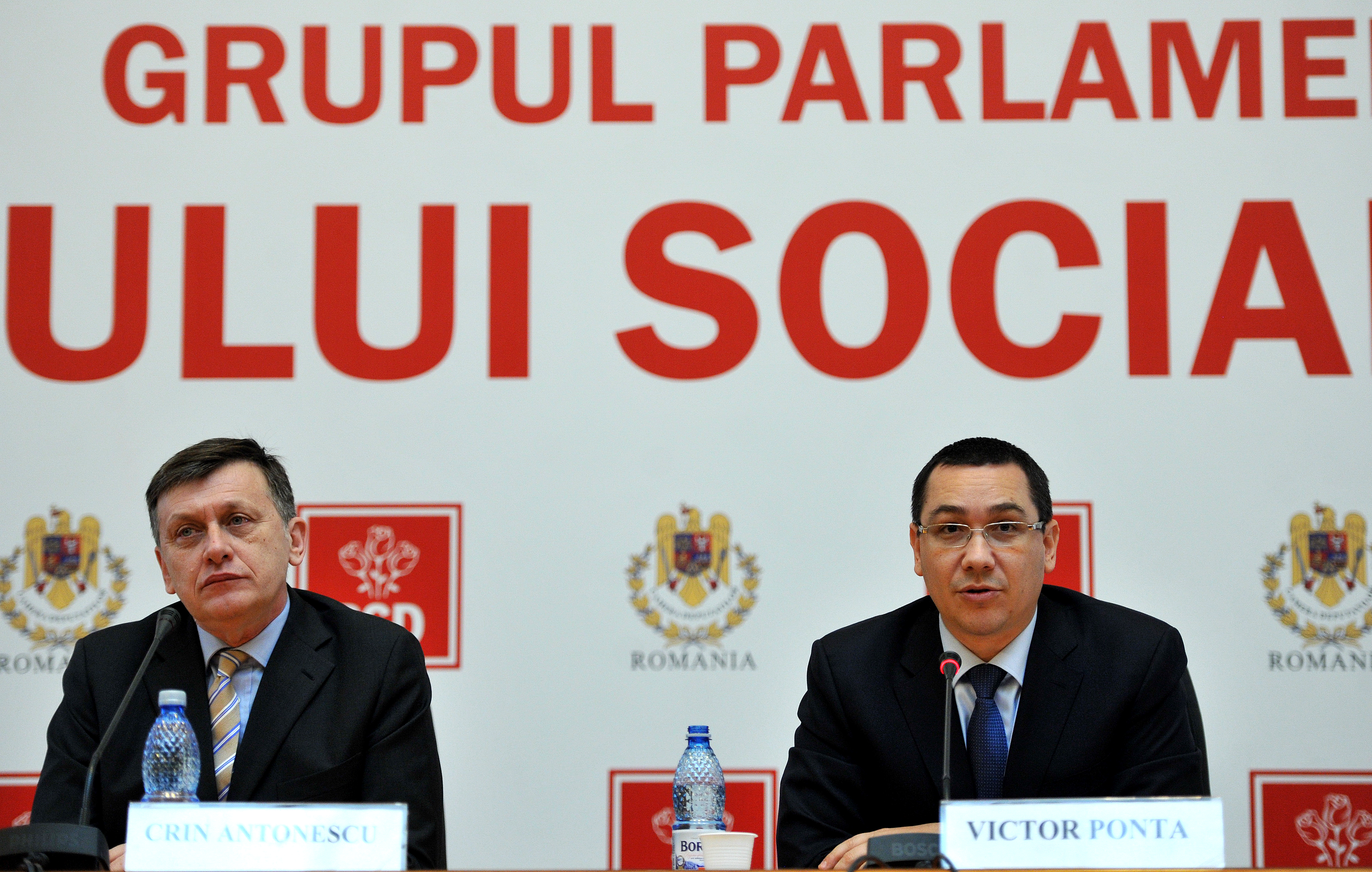
Antonescu e Victor Ponta nel 2013.

Il congresso del PNL del 5-7 marzo 2010 lo ha confermato presidente del partito (986 voti contro i 357 dell'avversario Ludovic Orban). Antonescu ha vinto il confronto presentando il documento programmatico «Tramite noi stessi, adesso» (Prin noi înșine, acum), nel quale rivendicava il ruolo del PNL come unico autentico partito di destra, rappresentante tanto del liberalismo quanto delle correnti conservatrici e cristianodemocratiche. È inoltre riuscito a far approvare la propria proposta riguardante l'elezione in blocco dei membri dell'ufficio politico centrale su una lista designata dal presidente.
Nel corso della sua presidenza il PNL ha rafforzato i rapporti con il Partito Social Democratico. In modo da riunire l'opposizione in un unico fronte, nel corso del 2011 è stato tra i fautori dell'Unione Social-Liberale (USL), una coalizione politica trasversale nata in contrapposizione al presidente della Romania Băsescu. Il 7 aprile 2012 il congresso ha approvato la partecipazione su liste comuni di PNL, PSD e PC alle elezioni locali e parlamentari del 2012. In base agli accordi fra le parti, Victor Ponta (PSD) sarebbe stato proposto quale primo ministro nel 2012, mentre Antonescu quale candidato alla presidenza della Romania nel 2014. Dopo aver sfiduciato il governo Ungureanu, nel maggio 2012 l'USL ha formato un governo di coalizione.

#### Presidente del Senato e Presidente della Romaniaad interim
Il 3 luglio 2012, dopo la revoca di Vasile Blaga (PDL) decisa dai rappresentanti dell'USL, Antonescu è stato eletto nuovo presidente del Senato con i voti di 73 colleghi. Il 10 luglio, in conseguenza della sospensione del presidente della Romania Băsescu, nel quadro delle procedure referendarie per il suo impeachment, Antonescu lo ha sostituito ad interim, in virtù delle disposizioni dell'art. 98 della costituzione. È rimasto in carica fino alla convalida del risultato del referendum, il 27 agosto 2012, che ha decretato il ritorno di Băsescu nella sua posizione.
Dopo la vittoria dell'USL alle elezioni parlamentari del 2012, il 19 dicembre è stato rieletto presidente del Senato con 136 voti favorevoli e 9 contrari. Tra gli altri incarichi parlamentari è stato presidente della commissione per la revisione della costituzione (dicembre 2012-marzo 2015) e membro della commissione per la politica estera (marzo 2014-dicembre 2016).
In occasione del congresso straordinario del 22 febbraio 2013 è stato confermato per la terza volta consecutiva presidente del PNL (1.434 voti a favore, 44 contro e 50 nulli).
Nel febbraio 2014 ha deciso di ritirare il PNL dalla maggioranza, in conseguenza di tensioni con il PSD, culminate nel rifiuto di Victor Ponta di accettare un rimpasto che avrebbe dato a Klaus Iohannis il ruolo di vice primo ministro. Tornato all'opposizione, Antonescu ha annunciato le proprie dimissioni da capo del Senato il 4 marzo 2014, in polemica con Ponta, durante la seduta congiunta delle camere in occasione del voto di fiducia al governo Ponta III.
Dopo le elezioni europee del 2014 ha reso noto l'abbandono del PNL all'ALDE e la futura adesione al Partito Popolare Europeo. Contestualmente, per via della sconfitta elettorale e del netto successo del PSD, il 26 maggio 2014 ha rassegnato le dimissioni dalla presidenza del partito. Al termine della legislatura nel 2016 si è quindi ritirato dalla vita politica attiva.

#### Elezioni presidenziali del 2025
Nel dicembre 2024, nel contesto della formazione di un governo europeista composto da PSD, PNL e UDMR, i tre partiti hanno concordato la presentazione di un candidato comune alla presidenza della Romania nel 2025. La scelta è ricaduta su Antonescu. La sua candidatura è stata convalidata internamente dai partiti contraenti il 26 gennaio 2025 (PNL), il 29 gennaio 2025 (UDMR) e il 2 febbraio 2025 (PSD). La coalizione a suo sostegno, Alleanza Elettorale România Înainte, è stata registrata il 22 febbraio 2025.
Il 9 marzo ha presentato la candidatura all'ufficio elettorale centrale e si è contestualmente dimesso dal PNL.

## Vita privata
Nel 1984 ha conosciuto la prima moglie Aurelia, da cui ha avuto una figlia nata nel 2001, Irina.
Dopo la morte della moglie, avvenuta nel 2004, nel 2009 ha sposato la collega di partito ed europarlamentare Adina Vălean.